# Villa Verde (Texas)
Villa Verde è un census-designated place degli Stati Uniti d'America situato nella contea di Hidalgo dello Stato del Texas.
La popolazione era di 874 persone al censimento del 2010. Fa parte dell'area metropolitana di McAllen–Edinburg–Mission.

## Geografia fisica
Villa Verde è situata a 26°07′58″N 97°59′48″W (26.132701, -97.996785).
Secondo lo United States Census Bureau, ha un'area totale di 0,4 miglia quadrate (1,0 km²).

## Società

### Evoluzione demografica
Secondo il censimento del 2000, c'erano 891 persone, 216 nuclei familiari e 200 famiglie residenti nella città. La densità di popolazione era di 2.367,8 persone per miglio quadrato (905,3/km²). C'erano 228 unità abitative a una densità media di 605,9 per miglio quadrato (231,7/km²). La composizione etnica della città era formata dal 64,20% di bianchi, lo 0,45% di afroamericani, il 31,54% di altre razze, e il 3,82% di due o più etnie. Ispanici o latinos di qualunque razza erano il 96,63% della popolazione.
C'erano 216 nuclei familiari di cui il 53,2% aveva figli di età inferiore ai 18 anni, il 73,1% aveva coppie sposate conviventi, il 14,8% aveva un capofamiglia femmina senza marito, e il 7,4% erano non-famiglie. Il 6,5% di tutti i nuclei familiari erano individuali e il 3,2% aveva componenti con un'età di 65 anni o più che vivevano da soli. Il numero di componenti medio di un nucleo familiare era di 4,13 e quello di una famiglia era di 4,30.
La popolazione era composta dal 37,6% di persone sotto i 18 anni, l'11,6% di persone dai 18 ai 24 anni, il 27,6% di persone dai 25 ai 44 anni, il 18,0% di persone dai 45 ai 64 anni, e il 5,3% di persone di 65 anni o più. L'età media era di 26 anni. Per ogni 100 femmine c'erano 96,7 maschi. Per ogni 100 femmine dai 18 anni in giù, c'erano 89,8 maschi.
Il reddito medio di un nucleo familiare era di 22.768 dollari e quello di una famiglia era di 22.857 dollari. I maschi avevano un reddito medio di 14.932 dollari contro i 14.107 dollari delle femmine. Il reddito pro capite era di 5.659 dollari. Circa il 36,3% delle famiglie e il 34,9% della popolazione erano sotto la soglia di povertà, incluso il 47,5% di persone sotto i 18 anni e il 13,5% di persone di 65 anni o più.